# Vixen Media Group
Vixen Media Group, comumente chamada de Vixen, é uma produtora de pornografia na internet localizada em Los Angeles, Califórnia.

## Empresa
Vixen Media Group foi fundado em 2014 pelo empresário e diretor francês Greg Lansky, CEO da GL Web Media e Strike 3 Holding, juntamente com os sócios Steve Matthyssen e Mike Miller.
Vixen Media Group possui e opera oito sites de filmes adultos online: Vixen, Tushy, Blacked, Blacked Raw, Tushy Raw, Deeper, Slayed, e Milfy. Slayed foi lançado em agosto de 2021 e é a primeira marca exclusivamente feminina, criada como parte da missão de revolucionar as representações sexuais femininas e, ao mesmo tempo, atrair um público de todos os gêneros e sexualidades.
Greg Lansky vendeu sua participação na Vixen Studios em janeiro de 2020.

## Ação legal
Em 2017, a Strike 3 Holdings, proprietária da Vixen Studios, abriu um processo federal de violação de direitos autorais no Distrito Sul de Nova York contra indivíduos que baixaram e distribuíram os filmes protegidos por direitos autorais e os colocaram em redes de compartilhamento de arquivos.

## Estúdios
Vixen Media Group possui e opera oito sites, variando em assuntos e métodos de filmagem. Todos os sites e filmes produzidos sob sua marca receberam diversos prêmios na indústria pornográfica. A Pulse Distribution distribui todos os filmes da empresa.
| Website/Marca | Data de criação | Especialização                         |
| ------------- | --------------- | -------------------------------------- |
| Blacked       | Maio de 2014    | Pornografia interracial                |
| Tushy         | Junho de 2015   | Sexo anal                              |
| Vixen         | Julho de 2016   | Pornografia de glamour                 |
| Blacked Raw   | Outubro de 2017 | Pornografia interracial em formato cru |
| Tushy Raw     | December 2018   | Sexo anal em formato cru               |
| Deeper        | April 2019      | Vários: de softcore até BDSM           |
| Slayed        | August 2021     | Pornografia lésbica                    |
| Milfy         | June 2023       | Pornografia MILF                       |

## Filmografia
| Ano  | Título                  | Marcas envolvidas                          | Notas                    |
| ---- | ----------------------- | ------------------------------------------ | ------------------------ |
| 2021 | Psychosexual            | Blacked, Blacked Raw, Deeper, Tushy, Vixen | estrelando Gianna Dior   |
| 2021 | Jia                     | Blacked, Tushy, Vixen                      | estrelando Jia Lissa     |
| 2021 | Influence: Emily Willis | Blacked, Deeper, Slayed, Vixen             | estrelando Emily Willis  |
| 2023 | Hotel Vixen             | Blacked, Tushy, Vixen                      | série                    |
| 2023 | In Vogue                | Blacked, Tushy, Vixen                      | estrelando Kelly Collins |
| 2023 | Influence: Vanna Bardot | Blacked, Tushy, Slayed                     | estrelando Vanna Bardot  |

## Prêmios
Vixen ganhou vários prêmios importantes na indústria de filmes adultos, incluindo:
- 2018 AVN Award – Best Ingénue Movie[15]
- 2018 AVN Award – Best Marketing Campaign[15]
- 2018 AVN Award – Best New Series[15]
- 2018 AVN Award – Best Three-Way Sex Scene – Girl/Girl/Boy[15]
- 2017 AVN Award – Best Boy/Girl Sex Scene[16]
- 2017 AVN Award – Best New Studio[16]
- 2017 AVN Award – Best Anthology Movie[16]
- 2017 AVN Award – Best Director – Non-Feature[16]
- 2017 AVN Award – Best Marketing Campaign – Company Image[16]
- 2017  AVN Award – Best New Imprint[16]
- 2022 XBIZ Award — Studio of the Year[17]
- 2022 XBIZ Europa Award – Global Studio Brand of the Year[18]